# عبد العزيز اليوسف (لاعب كرة قدم مواليد 2003)
عبد العزيز حجي عايش اليوسف هو لاعب كرة قدم سعودي لعب سابقاً في نادي العدالة .